# Кастраційна тривога
Кастраційна тривога — непереборний страх перед пошкодженням або втратою статевого члена — похідна від теорії кастраційного комплексу Зигмунда Фрейда, однієї з його ранніх психоаналітичних теорій. Цей термін стосується страху вихолощення як у буквальному, так і в метафоричному значенні.
Фрейд вважав тривогу кастрації універсальним людським досвідом. Вважається, що вона починається у віці від 3 до 5 років, під час фалічної стадії психосексуального розвитку. У теорії Фрейда саме сприйняття дитиною анатомічної відмінності (володіння пенісом) викликає тривогу щодо кастрації в результаті передбачуваної батьківської загрози, зробленої у відповідь на її сексуальні схильності. Незважаючи на те, що тривога кастрації зазвичай пов'язана з чоловіками, вважається, що вона по-різному відчувається представниками обох статей.

## Дослівно
У буквальному сенсі кастраційна тривога відноситься до страху дитини спотворити або видалити геніталії як покарання за Едипове бажання.
У психоаналізі Фрейда кастраційна тривога (Kastrationsangst) відноситься до несвідомого страху перед втратою статевого члена, який виникає на фалічній стадії психосексуального розвитку і продовжується в дорослому віці. За Фрейдом, коли інфантильний чоловік починає усвідомлювати відмінності між чоловічими та жіночими геніталіями, він припускає, що пеніс жінки був видалений, і починає хвилюватися, що його пеніс відріже його суперник, фігура батька, як покарання за бажання матері.
У Європі ХІХ століття батьки погрожували кастрацією своїм синам, які погано поводилися, або іншим чином погрожували їхнім статевим органам. Ця тема досліджується в оповіданні «Тупік» французького письменника Мішеля Турньє в його збірці оповідань під назвою «Le Coq de Bruyère» (1978) і є феноменом, який Фрейд неодноразово документував. У той же період такі підприємці, як Келлог, пропонували батькам такі послуги, як обрізання та кастрація, як ліки та покарання за широкий спектр передбачуваних неправильних дій (таких як мастурбація).

## Метафорично
Тривога кастрації може також стосуватися символічної кастрації. У метафоричному сенсі кастраційна тривога пов'язана з відчуттям власної незначущості, потребою захистити себе від домінування, чи то в соціальному плані, чи то в стосунках з іншими людьми. Тривога символічної кастрації стосується страху бути приниженим, домінуючим або незначущим, зазвичай це ірраціональний страх, коли людина йде на крайні заходи, щоб врятувати свою гордість і/або сприймає тривіальні речі як принизливі, що робить її тривогу обмежувальною, а іноді й шкідливою. Це також може бути пов'язано з буквальним страхом кастрації, коли людина боїться втратити мужність або сексуальне домінування.

## Відношення до влади та контролю
Згідно з фрейдистським психоаналізом, тривога кастрації може бути повністю приголомшливою для людини, часто порушуючи інші аспекти її життя. Було виявлено зв'язок між тривогою кастрації та страхом смерті. Хоча різні ступені тривоги є загальним явищем, молоді чоловіки, які відчували найбільшу загрозу в юності, як правило, виявляють хронічну тривогу. Оскільки наслідки екстремальні, страх може еволюціонувати від потенційного каліцтва до ситуацій, що загрожують життю. По суті, страх кастрації може призвести до страху смерті та відчуття втрати контролю над власним життям.
Відчуття такого безсилля може завдати шкоди психічному здоров'ю людини. Однією з найбільш тривожних проблем у цьому контексті є те, що людина не усвідомлює, що її сексуальні бажання є причиною емоційного розладу. Через несвідомі думки, як теоретично обґрунтовано в ідеях психоаналізу, тривога виноситься на поверхню, де вона переживається символічно. Це призведе до страху, пов'язаного з тілесними ушкодженнями при кастраційній тривозі, який потім може призвести до страху смерті або бути вбитим.

## Ставлення до обрізання
Фрейд дуже критично ставився до обрізання, вважаючи, що воно є «заміною кастрації» та «вираженням підпорядкування волі батька». Цю точку зору поділяли інші представники психоаналітичного співтовариства, такі як Вільгельм Райх, Герман Нунберг і Жак Лакан, які заявили, що «немає нічого меншого кастрації, ніж обрізання!».
Центральними темами тривоги, пов'язаної з кастрацією, які помітно проявляються при обрізанні, є біль, страх, втрата контролю (при вимушеному стримуванні дитини, а також у психологічних наслідках події, які можуть включати пошук відчуттів і зниження емоційної стабільності) і відчуття, що подія є формою покарання.
Виникнення ритуалу внаслідок Едіпового конфлікту було перевірено шляхом дослідження 111 суспільств, і виявилося, що обрізання, швидше за все, зустрічається в суспільствах, де син спить у ліжку матері під час періоду годування в тілесному контакті з нею, і/або батько спить в іншій хатині.
Дослідження процедури без анестезії на дітей у Туреччині показало, що «кожна дитина дивилася на свій пеніс відразу після обрізання, ніби переконавшись, що все не обрізано». Інше дослідження 60 чоловіків, які піддалися спільній церемонії обрізання в Туреччині, показало, що 21,5 % з них «пам'ятали, що вони конкретно боялися, що їхній пеніс може бути або буде повністю відрізаний», тоді як «конкретні страхи кастрації» мали місце у 28 % чоловіки, виховані селом. У 12 дітей значно посилився страх перед авторитарним батьком.
Психоаналітична інтерпретація біблійних історій показує теми тривоги кастрації, присутні в юдейській міфології щодо обрізання.
Фігура Ліліт, описана як «гаряча вогняна жінка, яка вперше співжила з людиною» є архетиповим зображенням першої матері людини та первісної сексуальної спокуси. Кажуть, що діти чоловічої статі піддаються ризику гніву Ліліт протягом восьми днів після народження. Вважалося, що обман Ліліт повірить, що новонароджені немовлята — це дівчинки, дозволяючи хлопчикові рости волосся і навіть одягаючи його в дівчачий одяг, — це вважалося найефективнішим засобом уникнути її шкоди, поки їх не було ритуально обрізано на восьмий день життя як частину завіту з Богом.
Фігура Юдіф, зображена як «прообраз Діви, що молиться… яка топче сатану і боронує пекло», а також як «спокусниця-вбивця», архетипно відображає дихотомічні теми, представлені тривогою кастрації та обрізанням: сексуальна чистота, цнотливість, насильство та еротика. Юдіф перемагає ассирійського полководця Олоферна, відрубавши йому голову — обезголовлення є актом, який Фрейд прирівняв до кастрації у своєму есе «Голова Медузи».

## Відповідник у жінок
У фрейдистській психології мається на увазі, що і дівчатка, і хлопчики проходять через однакові стадії розвитку: оральний, анальний і фалічний. Фрейд, однак, вважав, що результати можуть бути різними, оскільки анатомія різних статей різна.
Протилежністю тривоги щодо кастрації для жінок є заздрість до пеніса. Заздрість до пеніса та таке поняття вперше були представлені Фрейдом у статті, опублікованій у 1908 році під назвою «Про сексуальні теорії дітей». Вважалося, що жінки/дівчата заздрили тим (здебільшого їхнім батькам), які мають пеніс, оскільки їхній у них був відібраний — по суті, вони вже були «кастрованими». Фрейд вважав, що заздрість, яку вони відчували, була їхнім несвідомим бажанням бути схожим на хлопчика і мати пеніс.
У фрейдистській психології заздрість до пеніса означає реакцію жінки/молодої дівчини під час розвитку, коли вона розуміє, що не має пеніса. Згідно з Фрейдом, це був великий розвиток ідентичності (статевої та сексуальної) дівчини. Сучасна культура припускає, що заздрість до пеніса — це жінка, яка бажає бути чоловіком. Це не пов'язано з поняттям «синдром маленького пеніса», тобто припущення чоловіка, що його пеніс занадто малий. Згідно з переконаннями Фрейда, дівчата розвинули слабше суперего, яке він вважав наслідком заздрості до пеніса.
Серед багатьох своїх пропозицій Фрейд вважав, що під час фалічної стадії молоді дівчата віддаляються від своїх матерів і натомість заздрять своїм батькам і виявляють цю заздрість, виявляючи любов і прихильність до своїх батьків. Згідно з Колером і Галатцером, Фрейд вважав, що всі концепції, пов'язані із заздрістю до пеніса, були одними з його найбільших досягнень. Однак це також його найбільш критиковані теорії — найвідоміша Карен Горні.

## Емпіричне тестування
Сарнофф та ін. припустили, що чоловіки відрізняються за ступенем кастраційної тривоги через загрозу кастрації, яку вони пережили в дитинстві. Тому можна очікувати, що ці чоловіки по-різному реагуватимуть на різні ступені кастраційної тривоги, яку вони відчувають від одного і того ж сексуально збудливого стимулу. Експериментатори мали на меті продемонструвати, що за відсутності певного стимулу чоловіки, яким у дитинстві серйозно погрожували кастрацією, можуть відчувати тривалу тривогу. Дослідники стверджували, що ця тривога є наслідком пригнічених бажань сексуального контакту з жінками. Вважалося, що ці бажання намагаються досягти чоловічої свідомості. Експериментатори дійшли висновку, що несвідома тривога бути кастрованим може походити від страху свідомості перед тілесними ушкодженнями. Дослідники дійшли висновку, що люди, які мають відмінне здоров'я і ніколи не переживали серйозних нещасних випадків або хвороб, можуть бути одержимі жахливими і невблаганними страхами смерті або бути вбитими.
В іншій статті, присвяченій страху кастрації, Голл та ін. досліджували, чи будуть виявлені статеві відмінності у проявах страху кастрації у сновидіннях їхніх піддослідних. Дослідники припустили, що чоловіки-сновиди повідомлятимуть про більше снів, які виражають їхній страх перед кастрацією, замість снів, пов'язаних з бажанням кастрації та заздрістю до пеніса. Вони також припустили, що у жінок спостерігатиметься зворотний ефект, тобто жінки-сновиди повідомлятимуть про більшу кількість снів, що містять страх перед кастрацією і заздрість до пеніса, ніж про сни, що включають страх перед кастрацією. Результати показали, що набагато більше жінок, ніж чоловіків, мріяли про дітей і весілля, і що чоловіки мали більше снів про страх кастрації, ніж жінки.